# Борадигях
Борадигях или Борадыгя́х (азерб. Boradigah тал. Byradigo) — посёлок городского типа Масаллинского района Азербайджана, расположенный на Ленкоранской низменности, в 15 км от железнодорожной станции Казумлы. В посёлке находятся чайная фабрика, мельница и хлебозавод. 

## Этимология
На талышском языке топоним произносится как «Бырадиго». По словам исследователей, оно состоит из слов «быр» (терновник, растительность) и «диго» (место жительства), что может означать «поселение среди терновника».

## Население
По данным списков населённых мест Бакинской губернии от 1870 года, составленных по сведения камерального описания губернии с 1859 по 1864 гг., в селении Борадигях Ленкоранского уезда был 261 двор с населением в 1 803 человек, состоящее из талышей-шиитов. Имеющая в селении 3 мечети и базар работающий в неделю 2 раза.
Согласно сборнику сведений о Кавказе под редакцией Н. Зейдлица 1873 года, в селе Борадигях было 285 дворов с населением 2 110 человека, народность — талыши, по вере — мусульмане-шииты.
По своду статистических данных о населении Закавказскаго края, извлеченных из посемейных списков 1886 г. в селении Борадигях проживают 2 628 талышей-шиитов. Селение Борадигях входит в состав Бурадигинского сельского общества.
По Кавказскому календарю на 1910 год в селении Борадигях проживало 1955 человек, народность — талыши.
Соответственно по Кавказскому календарю на 1915 год в селении Борадигях проживало 500 человек, народность — талыши.
По всесоюзной переписи населения 1989 года в Борадигяхе проживало 6 750 человек. В 2009 году в посёлке насчитывалось 5781 человек.

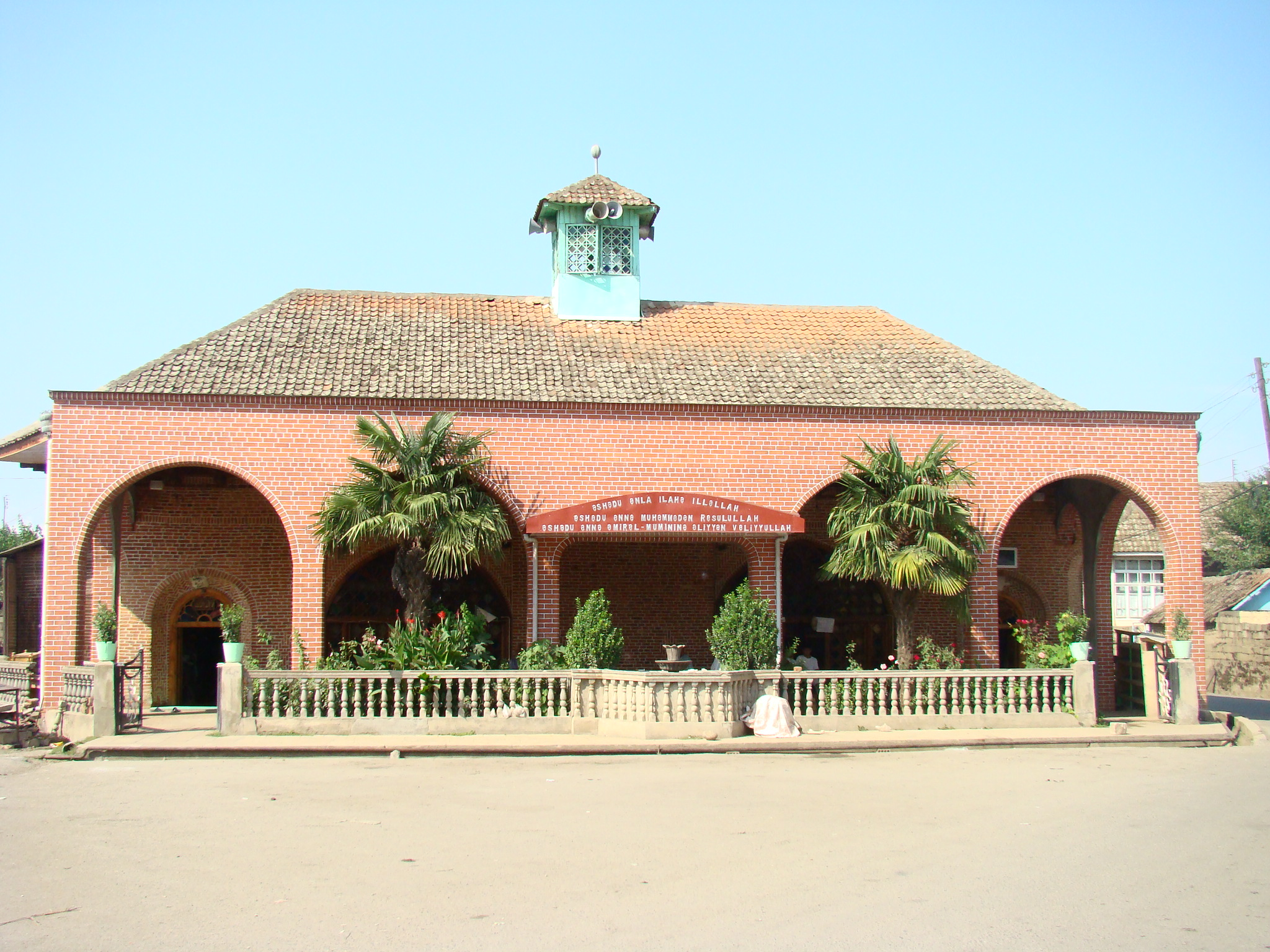
Джума-мечеть в Борадигях
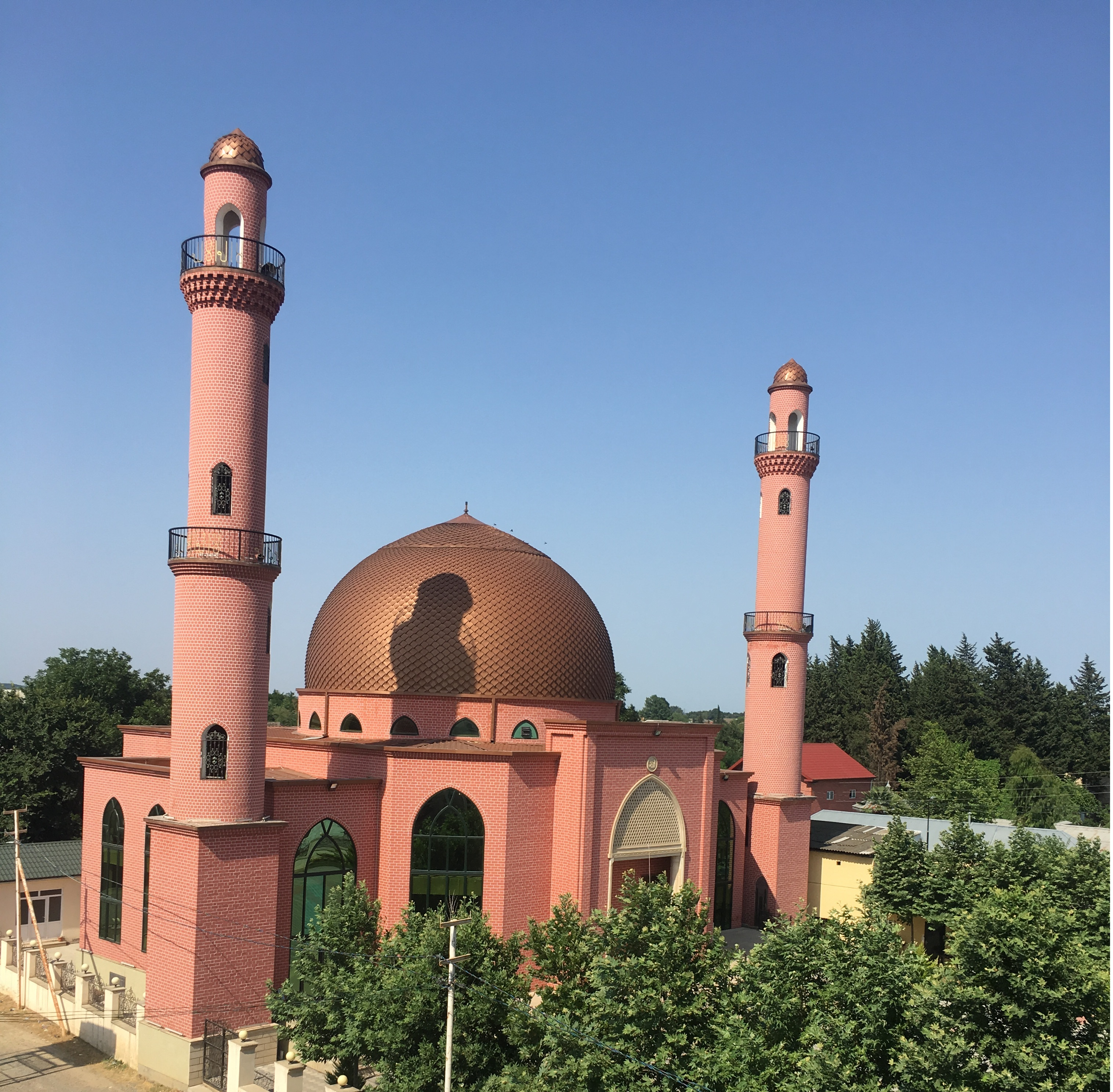
Али-мечеть в Борадигях
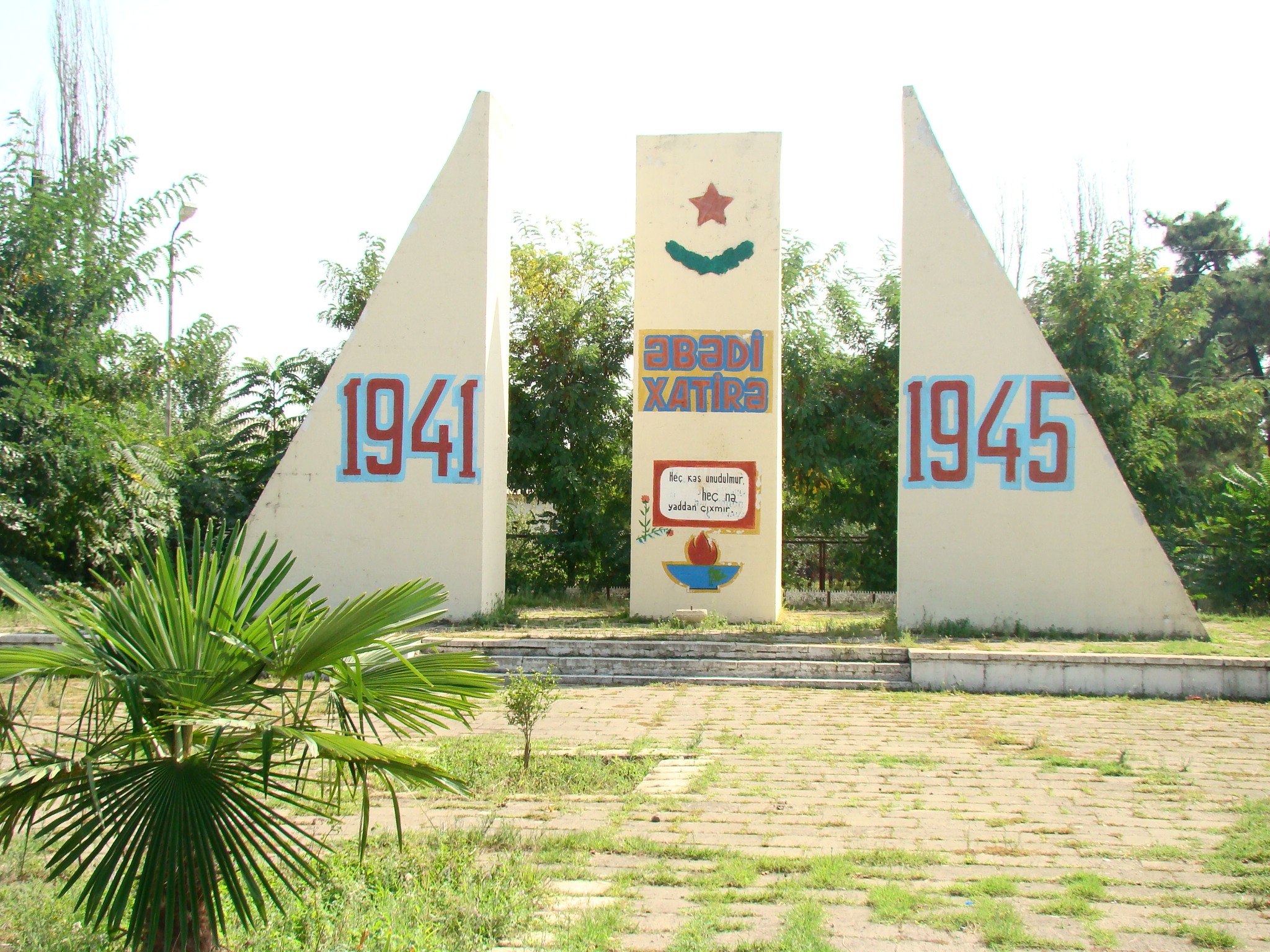
Памятник в честь погибших в Великой Отечественной войне
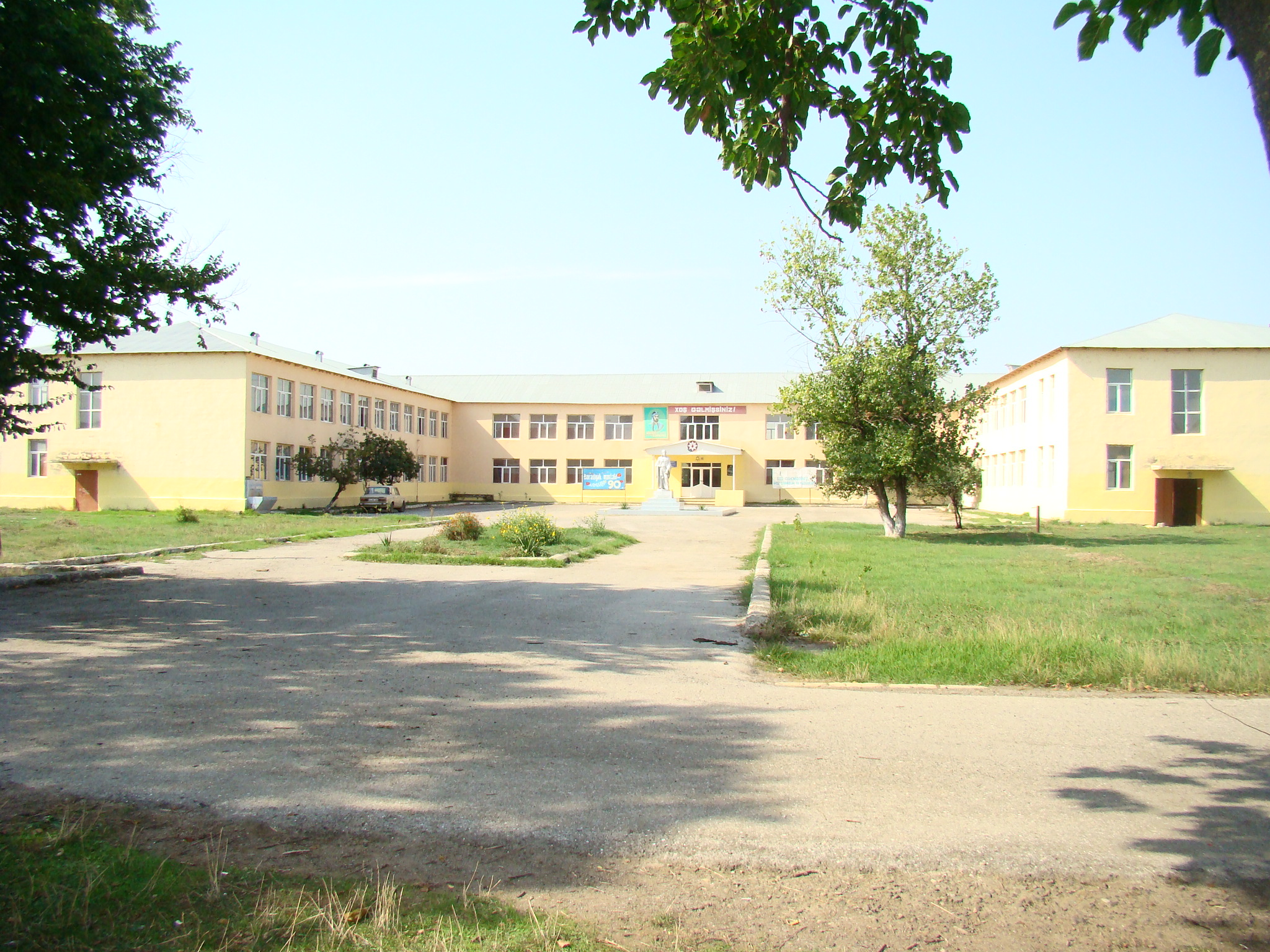
Средняя школа № 1 села Борадигях